# АІ-9
АІ-9 — допоміжний газотурбінний двигун призначений для живлення стислим повітрям повітряних систем запуску газотурбінних двигунів літака Як-40 та вертольотів Ка-27, Ка-28, Ка-29, Ка-32, Ка-50, Ка-52, Мі-14 та інших. За необхідності можна використовувати для обігріву салону літака або вертольота на землі при низьких температурах навколишнього повітря.

## Технічний опис
АІ-9 являє собою допоміжний двигун, через компресор якого відбирається стиснене повітря для наземного живлення повітряних систем запуску газотурбінних двигунів на літака чи вертольота.
Повітря з атмосфери надходить через повітрозбірник на вхід в компресор, стискається в ньому і розділяється за компресором на два потоки. Один потік надходить в камеру згоряння, а другий потік повітря з компресора, через отвори в його корпусі, надходить у ресивер. Із ресивера через пропускний клапан автоматичної дії повітря надходить у повітряну систему літака або вертольота.
Двигун складається з таких основних вузлів: повітрозбірника, корпуса приводів, компресора, камери згоряння, турбіни, вихлопного сопла, ресивера з клапаном перепуску повітря та агрегатів, що обслуговують роботу двигуна.

### Повітрозбірник
Повітрозбірник двигуна утворений стінками маслобака кільцевого типу, який кріпиться до корпусу приводів. У процесі роботи двигуна повітря надходить у двигун, омиває стінки маслобака, охолоджуючи оливу, яка в ньому находиться.

### Корпус приводів
Корпус приводів служить для розміщення агрегатів двигуна і приводів до них. Своїми стінками корпус приводів утворює повітряний тракт, що забезпечує підведення повітря до компресора. До верхньої частини корпусу прикріплений пусковий паливний насос. В нижній частині корпусу є додаткова ємність для оливи, яка з'єднана з масляним баком. На фланці встановлюється масляний насос та паливний насос-регулятор. У передній частині корпусу приводів встановлюється стартер. На корпусі приводів є два місця для кріплення цапф підвіски двигуна.

### Компресор
Компресор — відцентрового типу, з похилим колесом напіввідкритого типу і радіальним дифузором. Служить компресор для стиснення повітря і подачі його в камеру згорання і в кільцевий ресивер, з якого проводиться відбір повітря для живлення повітряних систем літака або вертольота.

### Камера згоряння
Камера згоряння — кільцевого типу, звареної конструкції, з вісьмома головками, в які входять паливні форсунки. Вузол камери згоряння включає в себе корпус камери згоряння, камеру згоряння, робочі паливні форсунки, запальник і паливний колектор. Корпус камери згоряння — зварної конструкції, є силовим вузлом і одночасно кожухом камери згоряння. В нижній частині фланця корпусу камери є два кронштейна для підвіски двигуна. На корпусі камери згоряння встановлені вісім одноканальних відцентрових паливних форсунок і запальник з пусковою форсункою і свічкою.

### Турбіна
Турбіна — осьова, реактивна, одноступінчата, служить для перетворення енергії газового потоку в енергію обертання ротора компресора і агрегатів двигуна. Робоче колесо турбіни і колесо компресора кріпляться на одному валу і складають ротор двигуна, який встановлюється на двох підшипниках.

### Вихлопне сопло
Вихлопне сопло складається із зовнішнього кожуха і стікача, з'єднаних між собою за допомогою стійок. На зовнішньому кожусі вихлопного сопла встановлюються дві термопари, трубопроводи суфлювання і трубопровід дренажної системи.

### Ресивер
Ресивер — кільцевого типу, приварений ззовні до компресора. Порожнина ресивера з'єднується з компресорною порожниною рядом отворів. У нижній правій частині ресивер має патрубок, на який встановлюється клапан перепуску повітря.

## Модифікації
- АІ-9 — базовий, призначений для живлення стислим повітрям повітряних систем запуску газотурбінних двигунів літаків Як-40, М-15 та вертольотів Мі-14, Мі-24, Ка-27, Ка-29, Ка-31, Ка-32, Ка-50, Ка-52, Ка-60.
- АІ9-3Б — призначений для використання як допоміжна силова установка літака Ан-140 та інших літаків і вертольотів. Двигун здійснює запуск маршових двигунів літальних апаратів та кондиціонування кабін і салонів, а також електрозабезпечення бортових споживачів.
- АІ-9В — призначений для подачі повітря в систему запуску двигунів вертольота і для живлення електроенергією борової мережі вертольота при перевірці електро- і радіопристроїв. Встановлюється на вертольотах Мі-8, Мі-24, Мі-28 та ін.